# Siékoro
Siékoro är en ort i Burkina Faso.   Den ligger i provinsen Province de la Kossi och regionen Boucle du Mouhoun, i den västra delen av landet, 280 km väster om huvudstaden Ouagadougou. Siékoro ligger 293 meter över havet och antalet invånare är 650.
Terrängen runt Siékoro är platt. Runt Siékoro är det ganska glesbefolkat, med 26 invånare per kvadratkilometer.. Det finns inga andra samhällen i närheten.
Trakten runt Siékoro består i huvudsak av gräsmarker.